# Office fédéral de l’armement
L'Office fédéral de l'armement (en allemand : Bundesamt für Rüstung ; en italien : Ufficio federale dell'armamento ; en romanche : Uffizi federal da l'armament) ou Armasuisse, est un office de la Confédération suisse. Il est rattaché au Département fédéral de la défense, de la protection de la population et des sports (DDPS).
L'office est responsable de l'équipement de l'Armée suisse et des biens immobiliers du DDPS.

## Description
L'Office fédéral de l'armement est l'une des neuf unités administratives directement rattachées au chef du Département fédéral de la défense, de la protection de la population et des sports,. 
Il est notamment responsable, d'une part, du développement, de l'évaluation, de l'acquisition et de l'élimination de l'équipement de l'Armée suisse (et d'autres clients) et, d'autre part, de la planification et de l'acquisition des biens immobiliers du DDPS. Il se compose de six domaines début 2025 :
- Acquisition
- Défense aérienne intégrée ;
- armasuisse Immobilier ;
- Science et technologies ;
- Ressources et support ;
- État-major stratégique[4].

L'office compte 922 employés en 2024 et un budget de 2,3 milliards de francs suisses en 2023. Ses sites principaux sont à Berne (siège), Thoune et Emmen,.
Il publie deux fois l'an un magazine intitulé Armafolio.

## Histoire
En 1872, l'administrateur du matériel et des ateliers de fabrication sont réunis en une division technique, nommée Fabriques fédérales d'armement, puis Division du matériel de guerre.
En 1964, l'affaire des Mirage (énormes dépassements de budget) révèle que cette division n'est pas en mesure d'évaluer et d'acquérir des systèmes d'armement sophistiqués. Aussi est-elle transformée en 1968 en Groupe pour l'armement.
En 1982, le Groupe pour l'armement est restructuré en trois offices, qui se consacrent chacun à un type d'armement spécifique. La gestion des bâtiments, des installations et des terrains de l'armée lui est confiée en 1999. À la fin de 2003, le groupe se renomme en Office fédéral de l'armement (armasuisse). L'Office fédéral de topographie lui est rattaché jusqu'en 2015.
En 2019, l'Armée suisse ouvre un Campus de cyberdéfense à l'École polytechnique fédérale de Lausanne. Un tiers des employés du centre est du personnel d'Armasuisse.

### Direction
- Depuis août 2023 : Urs Loher[15]
- Mars 2015 à juillet 2023 : Martin Sonderegger[7],[16]
- Juillet 2011 à janvier 2015 : Ulrich Appenzeller[17]
- 2008 à 2011 : Jakob Baumann[18]
- 2001 à 2008 : Alfred Markwalder[19]
- 1991 à 2000 : Toni Wicki[20]
- 1985 à 1991 : Felix Wittlin (de)[21]
- 1973 à 1985 : Charles Grossenbacher[22]
- 1968 à 1972 : Heiner Schulthess[23]